# Ташбукановский сельсовет
Ташбукановский сельсовет — муниципальное образование в Гафурийском районе Башкортостана.

## История
Согласно «Закону о границах, статусе и административных центрах муниципальных образований в Республике Башкортостан» имеет статус сельского поселения.

## Население
| 2002 | 2009 | 2010 | 2012 | 2013 | 2014 | 2015 |
| ---- | ---- | ---- | ---- | ---- | ---- | ---- |
| 727  | ↘621 | ↘501 | ↗514 | ↗519 | ↘505 | ↘504 |
| 2016 | 2017 |      |      |      |      |      |
| ↘498 | ↘490 |      |      |      |      |      |

## Состав сельского поселения
| № | Населённый пункт | Тип населённого пункта       | Население |
| - | ---------------- | ---------------------------- | --------- |
| 1 | Нижний Ташбукан  | село, административный центр | ↘166      |
| 2 | Кургашла         | деревня                      | ↘280      |
| 3 | Верхний Ташбукан | деревня                      | ↘55       |